# بيرنهيزه
بيرنهيزه Bernheze  بلدية وبلدة بمقاطعة شمال برابنت، جنوبي هولندا.

## طوبوغرافيا
خريطة طوبوغرافية هولندية لبلدية بيرنهيزه، يونيو 2015، (تقرأ بعد ثلاث نقرات على الخريطة).